# NGC 1326B
NGC 1326B је спирална галаксија у сазвежђу Пећ која се налази на NGC листи објеката дубоког неба.
Деклинација објекта је - 36° 23' 4" а ректасцензија 3h 25m 19,6s. Привидна величина (магнитуда) објекта NGC 1326 износи 12,7 а фотографска магнитуда 13,3. NGC 1326B је још познат и под ознакама ESO 357-29, MCG -6-8-14, AM 0323-363, FCC 39, PGC 12788.